# Charles Nwaogu
Charles Uchenna Nwaogu (ur. 22 lipca 1990 w Osogu) – nigeryjski piłkarz, występujący na pozycji napastnika w zespole szczecińskiej A-Klasy Vielgovia Wielgowo.
W sezonie 2010/2011 został królem strzelców I ligi, strzelając 20 bramek.